# Karl Schönböck

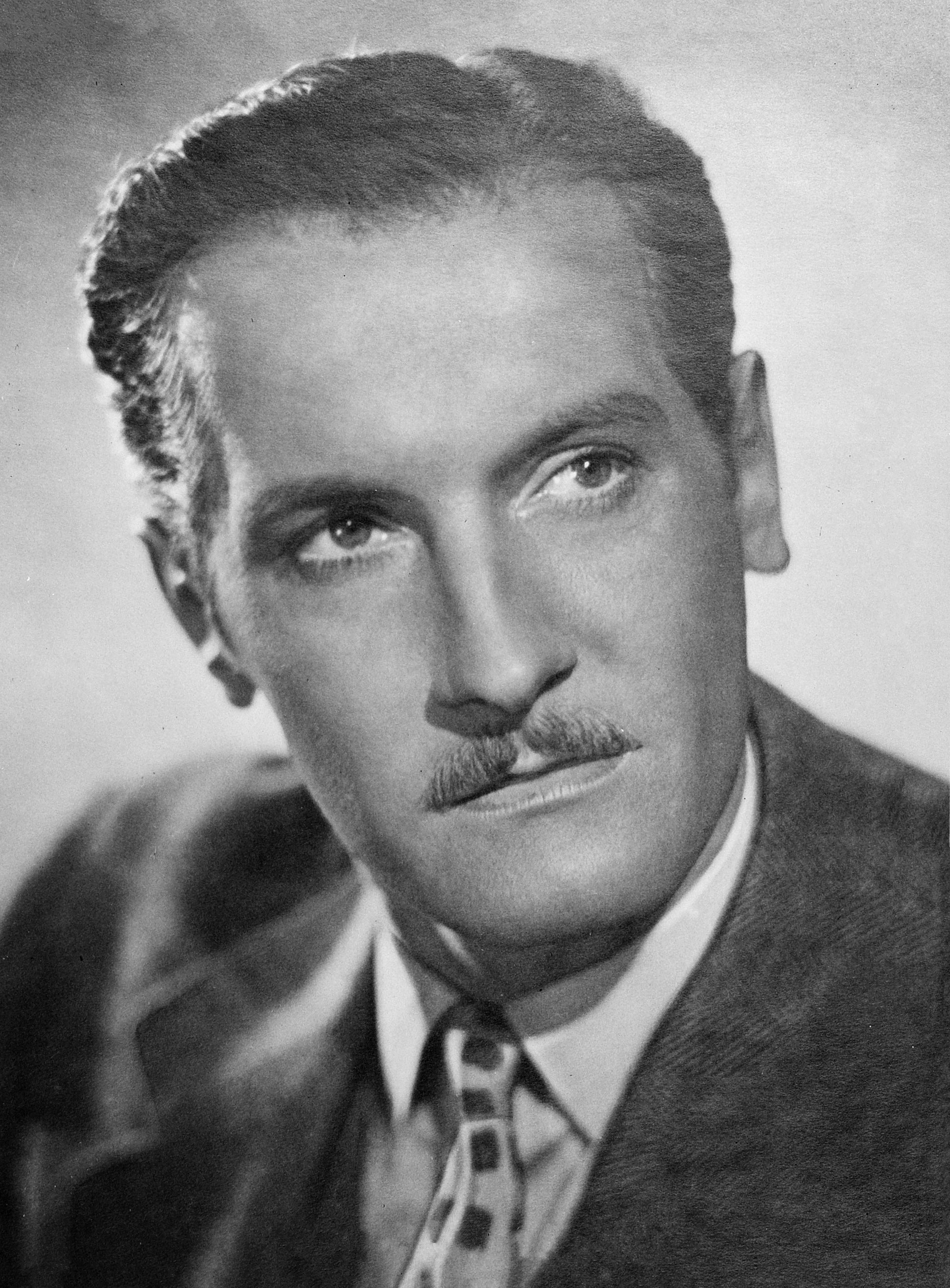
Karl Schönböck.

Karl Schönböck, född 4 februari 1909 i Wien, Österrike, död 24 mars 2001 i München, Tyskland, var en österrikisk skådespelare som från mitten av 1930-talet var verksam inom tysk och österrikisk film. Hans elegantanta framtoning gjorde att han ofta gestaltade aristokrater och personer ur överklassen. Från 1950-talets slut kom han även att medverka i TV-produktioner. Schönböck fortsatte arbetet som skådespelare fram till sin död 2001. 1985 tilldelades han priset Filmband in Gold för sin långa karriär inom tysk film. 

## Filmografi, urval
- 1936 – Blommor från Nizza
- 1938 – Blåräven
- 1941 – Fröken Casanova
- 1943 – Titanic
- 1948 – Storstadsmelodi
- 1961 – Dubbelagenten
- 1992 – Schtonk!